# Adam Friedrich Molz

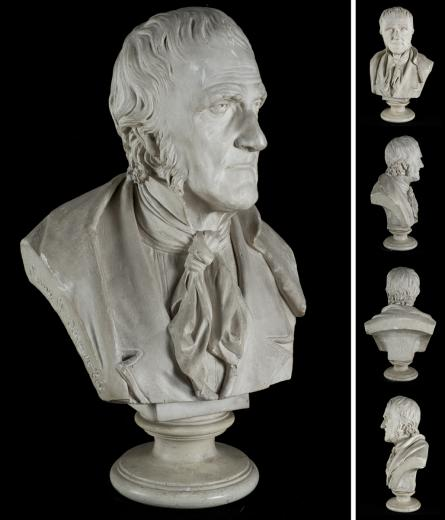
Adam Friedrich Molz dargestellt in einer Büste von Karl Alfred Lanz

Adam Friedrich Molz (* 31. Januar 1790 in Biel; † 19. Mai 1879 in Bern) war ein Schweizer Lehrer und evangelischer Geistlicher.

## Leben

### Familie
Adam Friedrich Molz war der älteste Sohn des aus dem deutschen Seifertshain stammenden Glasermeisters Johann Philipp Molz (* 24. Oktober 1758 in Seifertshain; † 2. Juni 1849 in Biel) und dessen Ehefrau Margaretha (geb. Schneider) (* 1769 in Biel; † 28. August 1829); er hatte noch zwei Geschwister.
Am 24. Juli 1828 heiratete er in Pieterlen Emilie († 28. Mai 1874), die Tochter von Johann Gottfried Watt (1751–1812), Pfarrer in Orvin und Pieterlen, verheiratet.
1839 zog er nach Bern.

### Werdegang
Adam Friedrich Molz besuchte seit 1797 die Stadtschule in Biel und seit 1803 die Sekundarschule in Pruntrut. Nach einer mehrmonatigen kaufmännischen Ausbildung musste der Lehrbetrieb in Neuenburg das Geschäft aufgeben und er kehrte in das Elternhaus zurück; in Bern holte er die Maturitätsprüfung nach.
Er immatrikulierte sich 1809 zu einem Theologiestudium an der Universität Genf und später an der Universität Bern (andere Quelle Universität Basel).
Nach Beendigung des Studiums war er von 1810 bis 1816 Lehrer an der Realschule und Pfarrhelfer in Biel; in dieser Zeit übte er seit 1812 das Predigeramt aus. 1816 wurde er Lehrer am Knabenerziehungsinstitut von Samuel Gottlieb Zehender (1756–1840) in Gottstatt und war darauf von 1817 bis 1831 Gymnasiallehrer für alte Sprachen, Deutsch und Religion am 1817 neugegründeten Gymnasium in Biel; erster Rektor war Johann-Conrad Appenzeller. Danach zog er sich wegen 1832 der Gesundheit seiner Ehefrau nach Wistenlach am Murtensee auf ein gekauftes Land- und Rebgut zurück.
Er wurde 1835 zum Pfarrer in Bleienbach und war anschliessend von 1839 bis 1862 Gefängnispfarrer in Bern.

### Gesellschaftliches und schriftstellerisches Wirken
1844 gründete Adam Friedrich Molz nach englischem Vorbild den ersten schweizerischen Tierschutzverein in Bern. Er erreichte bereits im darauffolgenden Jahr, dass der Grosse Rat 1844 ein Dekret gegen die Tierquälerei erliess, sowie 1857 den Beschluss von verschärfenden Strafbestimmungen. Er trat 1869 von seinem Amt als Vorsitzender zurück, weil er zu erblinden drohte.
Neben verschiedenen geistlichen Liedern publizierte er auch Gedichte in der mit dem Basler Dialekt verwandten Bieler Mundart, deren letzte Sprecher jedoch um 1920 verstarben (siehe auch Berndeutsch). Er wollte mit seinen mundartlichen Schriften dem sterbenden Bieldytsch ein Denkmal setzen, weil dieser Dialekt innerhalb weniger Jahrzehnte zwischen Französisch, Hochdeutsch und Berndeutsch zerrieben worden sei.
Er vermachte dem bernischen Tierschutzverein 2.000 Schweizer Franken sowie dem Spital Biel und der Erziehungsanstalt von Samuel Gottlieb Zehender in Gottstatt je 10.000 Schweizer Franken.

## Ehrungen und Auszeichnungen
1823 gründete Adam Friedrich Molz mit mehreren anderen Männern eine Ersparniskasse, an deren Spitze er stand. 1825 betrug das Einlagekapital 21.651 Schweizer Franken von 133 Anlegern; 1912 betrug das Kapital über 21 Millionen Schweizer Franken von über 15.000 Anlegern.
Der Bildhauer Karl Alfred Lanz fertigte eine Büste von Adam Friedrich Molz, die sich 1943 im Museum Schwab in Biel befand und nun Teil der Kunstsammlung der Stadt Biel ist.
Die Stadt Biel benannte zu Ehren von Adam Friedrich Molz 1912 die Adam-Friedrich-Molz-Gasse in 2502 Biel nach ihm.

## Schriften (Auswahl)
- Bieldytschie Gedicht. Bern, 1843.
- Es scheen, ney Lied, vo d’r Heerlichkeit, Abnahme u truurigem Uusgang des uralten, wytberiehmten Freistaates Biel. 1855.
- Es verliebt Räthsel. In: Die poetische Nationalliteratur der deutschen Schweiz, Band 4. Glarus, 1876. S. 779–780 (Digitalisat).
- Bieler Herbst und Wylied. In: Bieler Tagblatt vom 13. Januar 1968. S. 6 (Digitalisat).